# ランコム
ランコムは、高価格帯を主軸としたフランスの化粧品会社である。1935年に香水ブランドとしてアルマン・プチジャン (Armand Petitjean) によって創業され、不況の最中にもかかわらず5種類の香水がヒット商品となる。翌年1936年には、スキンケア化粧品にも商品ポートフォリオを拡大した。1938年には口紅の販売にも進出し、その後30年間ベストセラー商品としてランコムの売上を支えることとなった。1964年には、同じくフランス化粧品大手のロレアルがランコムを買収し、以降は子会社として経営されている。
創業当初は宣伝広告を打たない会社と断言していたが、その後は大規模な広告を打つ企業として180度転換している。1980年代のイザベラ・ロッセリーニや、ケイト・ウィンスレット、ペネロペ・クルス、エマ・ワトソンなど世界的に知名度の高い女優が歴代の広告塔を務めた。フォーブス社が発表している "World's Most Valuable Brands 2020" (2020年 世界で最も価値あるブランド) では、75位にランクインしている。
なお、フランスでは長らく香水は著作権法下で法的保護の対象とされてきたが、2013年にフランスの最高裁判所にあたる破毀院はランコムの香水に著作物性が認められないとして棄却した。